# Macrosiphoniella galatellae
Macrosiphoniella galatellae är en insektsart. Macrosiphoniella galatellae ingår i släktet Macrosiphoniella och familjen långrörsbladlöss. Inga underarter finns listade i Catalogue of Life.